# Pierre Bernard (kunstenaar)
Pierre Bernard (Parijs, 25 februari 1942 – aldaar, 23 november 2015) was een Frans grafisch ontwerper.

## Levensloop
Bernard studeerde in 1964 af aan de École nationale supérieure des arts décoratifs. Op basis van een studiebeurs vervolgde hij zijn studie in kunst van het affiche bij Henryk Tomaszewski aan de Academie van Schone Kunsten in Warschau. In 1971 rondde hij zijn studie af aan het Institut de l'Environnement in Parijs.
Tijdens de Parijse studentenrevolte van mei 1968 zeefdrukte Bernard met andere studenten elke nacht twee posters die ze de volgende dag op straat hingen. Na deze protesten sloot hij zich aan bij de Franse Communistische Partij. Met zijn kameraden François Miehe en Gérard Paris-Clavel, die hij tijdens de protesten had leren kennen, richtte hij in 1970 de groep Grapus op. In 1976 sloten Alex Jordan en Jean-Paul Bachollet zich aan bij deze groep.
Met de groep wilden ze met grafisch werk en politieke actie het leven veranderen. Aanvankelijk hadden ze met Grapus enkel het doel posters en affiches voor de communistische partij te drukken. De naam Grapus is een afkorting van het scheldwoord crapules stalinienne (stalinistisch gepeupel).
Grapus exposeerde sinds 1978 in belangrijke musea als het Stedelijk Museum in Amsterdam, het Musée de l'Affiche in Parijs, het Aspen Art Museum in Colorado in de VS en het Musée d'art contemporain de Montréal in Canada. Sinds hetzelfde jaar is hij lid van de Alliance Graphique Internationale en gaf hij les in grafische ontwerpen aan de École nationale supérieure des arts décoratifs.
Midden jaren tachtig ontwierp Grapus huisstijlen van kunstzinnige instellingen, zoals in 1984 van het Centre national des arts plastiques, in 1985 van het Parc de la Villette en in 1988 van het Louvre. In 1990 hief Grapus zichzelf op.
Sanmen met Dirk Behage en Fokke Draaijer richtte Bernard daarna het Atelier de Création Graphique op, waarvan hij later het management op zich nam. Tussen 1992 tot 1994 gaf hij lezingen in grafisch ontwerp aan de Jan van Eyck Academie in Maastricht.
Hij ontwierp sindsdien uiteenlopende zaken van huisstijlen van nationale parken, affiches tot bewegwijzering in de toenmalige regio Rhône-Alpes. Voor hem was de culturele functie in ontwerpen van algemeen belang. Het Centre Georges Pompidou was sinds 2001 zijn belangrijkste opdrachtgever.

## Erkenning
Grapus werd onderscheiden met prijzen tijdens de Biënnales van Warschau (1978 en 1980), Brno (1978 en 1982), Lahti (1983), Colorado (1983), de Triënnale van Toyama (1988), de Agraf van Zagreb en van de Art Directors Club in New York. In 1990 werd de groep onderscheiden met Grand Prix national des Arts Graphiques.
Bernard zelf werd in 2006 onderscheiden met de Erasmusprijs. Naast het prijzengeld van 150.000 euro bestond de prijs uit de financiering van een boek over Bernard dat werd geschreven door Hugues Boekraad.
Vlak voor zijn dood werd zijn ontworpen logo van het Louvre vervangen door een eigentijdser logo.